# Palus Caprae

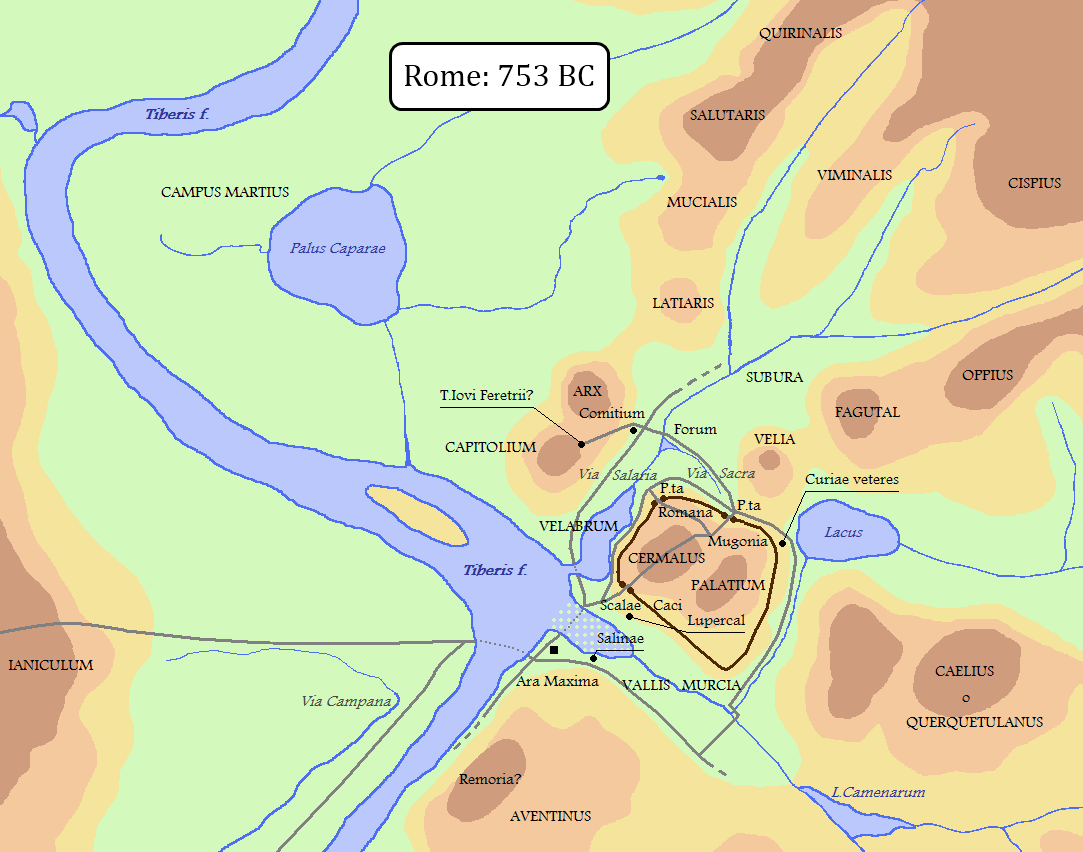
Mappa relativa alla morfologia dell'area romana al momento della fondazione della città. La Palus Caprae è lo specchio d'acqua quasi circolare all'interno dell'ansa del Tevere, in alto a sinistra.

La Palus Caprae (in latino, "Palude della capra") era uno specchio d'acqua all'interno del Campo Marzio. Secondo una delle versioni della morte di Romolo - attestate da Livio e Plutarco -, in prossimità di questo luogo egli ascese al cielo, mentre passava in rassegna l'esercito.
Prende probabilmente il nome da un caprifico sulle sue sponde, sacro a Giunone Caprotina, dove veniva celebrato il sacrificio di un capro durante i Caprotinia.

## Descrizione
Alimentata dai corsi Petronia amnis e Aqua Sallustiana, lo specchio d'acqua riempiva la depressione tuttora esistente nell'area del Pantheon e di cui si trova eco nella dedicazione delle chiese di Sant'Andrea della Valle e Santa Maria in Vallicella. Unico emissario era un canale che sfociava nel Tevere nei pressi dell'attuale sinagoga. Non si conosce con esattezza la sua estensione, tuttavia sembra plausibile che occupasse buona parte del Campo Marzio, arrivando a lambire quella che sarà poi l'area sacra di Largo Argentina.
Alla sua presenza sono riconducibili l'odonimo di Vicus Caprarius, nei pressi dell'odierna Fontana di Trevi, e una aedicula Capraria attestata nei Cataloghi regionari, ma non altrimenti nota.

## Topografia sacra
Durante i Caprotinia si svolgeva una processione in onore di Giunone Caprotina: Plutarco racconta che le ancelle uscivano da una delle porte della città per andare a sacrificare presso il caprifico della palus Caprae. Sebbene non sia possibile ricostruire con certezza il percorso della processione - sebbene sia stato proposto il vicus Pallacinae, un tracciato noto nelle fonti a partire dalla tarda età repubblicana -  è possibile ipotizzare la posizione del caprifico: doveva trovarsi sulle sponde meridionali, come un’antefissa architettonica, rinvenuta tra i templi B e C della cosiddetta area sacra di Largo Argentina, rappresentante una divinità femminile con il capo coperto da una pelle di capra, probabilmente da identificarsi proprio con Giunone Caprotina, indurrebbe a pensare.
Al luogo in cui Romolo assurse al cielo e mutandosi nella divinità Quirino, si ricollega invece la posizione del Pantheon.

## Stagnum Agrippaee Euripo
Nel programma augusteo di sistemazione monumentale dell'area del Campo Marzio, Marco Vipsanio Agrippa, genero di Augusto, si prodigò nella progettazione e nella realizzazione di diversi edifici monumentali: al fine di recuperare spazi e rendere più salubre l'area, prosciugò parte della palus sistemando quanto rimaneva sotto forma di bacino, lo stagnum Agrippae, abbellito da una ricca compagine architettonica; come emissario realizzò l'Euripus Virginis o Euripo, che confluiva nel Tevere all'altezza del successivo pons Neronianus. Nelle aree così recuperate, costruì il Pantheon, le terme omonime - delle quali lo stagnum costituiva la natatio - e l'Aqua Virgo, funzionale ad alimentare le terme, oltre a completare i Saepta Iulia.
Lo stagnum costituiva un invaso molto ampio: recenti scavi condotti per la costruzione della Metro C, hanno permesso di individuare parte dei limiti del complesso, che doveva estendersi tra gli attuali Corso del Rinascimento, via del teatro Valle e piazza sant'Andrea della Valle, per un totale di circa 22.000 metri quadri di superficie.
Dopo l'incendio dell'80 d.C., lo stagnum cadde quasi sicuramente in disuso: sono attestati archeologicamente elementi costruttivi che hanno fatto pensare ad una suo cambiamento di uso in piazza porticata. Scomparve così del tutto ogni residuo dell'antica palus Caprae.